# Artie Cobb
Artie Cobb (17 november 1942) is een professionele pokerspeler uit de Verenigde Staten. Hij is gespecialiseerd in 7 Card Stud. Met vier World Series of Poker 7 Card Stud-titels op zijn naam is hij samen met Men Nguyen recordhouder in deze discipline.

## World Series of Poker bracelets
| Jaar | Toernooi                    | Prijs    |
| ---- | --------------------------- | -------- |
| 1983 | $1.000 Seven Card Stud HiLo | $52.000  |
| 1987 | $5.000 Seven Card Stud      | $142.000 |
| 1991 | $1.500 Seven Card Stud      | $146.400 |
| 1998 | $2.500 Seven Card Stud      | $152.000 |